# تطويبات
التطويبات هي تسع عبارات قالها يسوع، وكل منها تبدأ بكلمة «طوبى»، وهي كلمة آرامية الأصل، تعني «ما أسعده، هنيئًا له». ذكرت التطوبيات في فاتحة عظة الجبل في إنجيل متى، وكذلك ذكرت في إنجيل لوقا. واعتبرت «لائحة الأمور التي يمنحها الله الأفضلية»، وإنّ «الإنجيل وعد بالسعادة لجميع البشر الذين يبغون أن يسيروا في سبل الله، وقد حددها المسيح في التطويبات بشكل خاص». بعض المفسرين، وصف التطويبات بكونها «دستور أخلاقي، ومعيار سلوك المؤمنين، ومقارنة بين قيم العالم الآخر والعالم الحالي الوقتية، فضلاً عن كونها مقارنة بين الإيمان السطحي، والإيمان العامل». في حين قال البابا بندكت السادس عشر: «تعبّر التطويبات التي أعلنها يسوع، عن كمال المحبة الإنجيلية التي ما برحت حية على مدى التاريخ الكنسي. فيها يشرح المسيح، موسى الجديد، الوصايا العشر، وشريعة العهد، مكملاً معناه النهائي».

## النص
- إنجيل متى 5: 3 - 12.
  - طوبى للمساكين بالروح، لان لهم ملكوت السماوات،
  - طوبى للحزانى، لانهم يتعزّون،
  - طوبى للودعاء، لانهم يرثون الأرض،
  - طوبى للجياع والعطاش إلى البر، لانهم يُشبعون،
  - طوبى للرحماء، لانهم يُرحمون،
  - طوبى لأنقياء القلوب، لانهم يعاينون الله،
  - طوبى لصانعي السلام، لانهم أبناء الله يدعون،
  - طوبى للمطرودين من أجل البر، لانّ لهم ملكوت السماوات،
  - طوبى لكم إذا عيروكم وطردوكم وقالوا عليكم كل كلمة شريرة من اجلي كاذبين، افرحوا وتهللوا، لانّ أجركم عظيم في السماوات فانهم هكذا طردوا الانبياء الذين قبلكم.